# Der Hut des Brigadiers
Der Hut des Brigadiers ist ein deutscher Gegenwarts-Spielfilm der DEFA von Horst E. Brandt aus dem Jahr 1986.

## Handlung
Ralf Reider verpflichtet sich im Rahmen der FDJ-Initiative Berlin für ein Jahr in der Hauptstadt der DDR zu arbeiten, um hier mehr Geld zu verdienen. Auf seiner Arbeitsstelle, einer Betonmischanlage, bekommt er Ärger mit seinen Vorgesetzten. Nachdem er über mehrere Monate feststellt, dass der gefertigte Beton ungerecht auf die Baustellen verteilt wird, ändert er eines Tages eigenmächtig die festgelegte Lieferanschrift, und hilft so der Brigade Fritz Siegert ihren Plan zu erfüllen. Das ist der Grund, weshalb er strafversetzt wird und nun genau in dieser Brigade arbeiten soll, da dort ein Kollege fehlt. Doch auch hier macht er sich von Beginn an keine Freunde. Erst gibt er nicht sofort eine Einstandslage aus und dann kann er sich nicht mit dem Chaos bei der Arbeitsorganisation anfreunden. Vor allen Dingen ärgert ihn, dass seine Kollegen lieber herumstehen, als sich eine andere Tätigkeit zu suchen, wenn mal wieder kein Beton kommt.
In seinem Heimatdorf Katzsprung in der Rhön lebt er mit Frau Heide und Kind bei seinen Schwiegereltern und will sich jetzt ein eigenes Haus bauen. Nur am Wochenende fährt er dorthin, wo er sehnsüchtig erwartet wird und den größten Teil seiner Zeit für den Ausbau des Hauses verbringt. Auch hier wird er seiner Frau von der Versetzung in eine andere Abteilung erzählen, die nicht versteht, dass er sich in solche Schwierigkeiten begibt, da er nur noch fünf Monate in dem Betrieb arbeiten wird, bis das eine Jahr abgelaufen ist. Doch Ralf erklärt ihr, mit seinem gesunden Gerechtigkeitssinn nicht anders handeln zu können. Gemeinsam träumen sie von dem gemeinsamen Leben nach seiner Zeit in Berlin, denn zuvor war er bereits drei Jahre bei der NVA.
Wieder zurück auf der Baustelle bekommt Ralf erneut Ärger mit seinen Kollegen, denn diese unterbrechen die Arbeiten an einer Schalung, nur weil es regnet. Da er dafür kein Verständnis aufbringen kann, arbeitet er allein weiter, denn nach seinen Worten verdient er sein Geld nicht mit dem herumsitzen. Sogar mit dem Bauleiter bekommt er Ärger, da dieser verantwortlich ist, für das Herumstehen einer Betonpumpe, denn ein Bagger wurde  nicht rechtzeitig repariert, woran er die Schuld trägt und fragt ihn dann direkt, wie er den Beschiss kaschiert. Dieser Mut kommt bei seinen Kollegen gut an und am abendlichen Kegelabend gibt Ralf endlich auch mit mehreren  Flaschen Sekt seinen Einstand.
Plötzlich soll am Wochenende eine Sonderschicht gefahren werden. Ralf sagt, dass er nach Hause fahren wird aber nicht, weil er unbedingt zu seiner Frau will, sondern weil diese Schicht durch schlampige Organisation der Leitung erforderlich wurde. Der Brigadier Siegert, der von allen seinen Leuten anerkannt wird, besucht ihn am Abend in seinem Wohnheim, um ihn noch umzustimmen, was aber nicht gelingt. Jedoch kommen Ralf auf der Bahnfahrt Zweifel an der Richtigkeit seiner Entscheidung. Zu Hause angekommen beschließt er, doch am Sondereinsatz teilzunehmen und fährt mit einer Taxe zurück nach Berlin, da kein Zug mehr fährt. Natürlich gibt es von seinen Kollegen spöttische Bemerkungen, als er der Taxe entsteigt. Nun sind alle da, bis auf Fritz Siegert. Mitten in der Arbeit erscheint der Bauleiter und teilt den versammelten Kollegen mit, dass Siegert am Morgen auf dem Weg zur Arbeit mit dem Motorrad tödlich verunglückt ist.
Plötzlich wird ein neuer Brigadier gebraucht. Der bisherige Stellvertreter Maus ist dazu nicht in der Lage, was der auch einsieht. Da kommt der Vorschlag, dass Ralf Reider den Posten übernehmen soll, was der Bauleiter strikt ablehnt. Ein anderer lehnt die Aufgabe ab, da ihm nie beigebracht wurde, Verantwortung zu übernehmen. Da keine anderen Meinungen geäußert werden, droht der Bauleiter mit der Auflösung der Brigade. Selbst als sich Ralf die Sache noch einmal überlegt und Brigadier werden will, lehnt ihn der Bauleiter ab, sogar von der Parteileitung der SED bekommt er nicht sofort die von ihm gewünschte Unterstützung. Nach längeren Diskussionen und besonders mit der Unterstützung seines Meisters Kosenkamp wird Ralf  doch noch vom Betriebsleiter zum Brigadier berufen, was aber auch nicht alle seine Kollegen befürworten.
Nun muss sich Ralf erst einmal die Aufgaben eines Brigadiers erlernen und sucht Hilfe beim Brigadier Eisenbacke, der in einer anderen Abteilung arbeitet. Doch der betrinkt sich während der Einweisung und erklärt Ralf, wie man vor allen Dingen die Abrechnungen schönt, damit die Kollegen genug Geld verdienen. Doch damit hilft ihm Eisenbacke nicht weiter. Obwohl Ralf jetzt mehr arbeiten und lernen muss, fährt er doch nach längerer Zeit wieder einmal nach Katzsprung. Als er am frühen Morgen zu Hause eintrifft und seine Frau nicht in ihrem Bett liegt, erfährt er von seinem Schwiegervater, dass sie neuerdings auch Nachtschichten macht, aber gleich kommen wird. Als Heide eintrifft, sagt er ihr sofort, dass er noch mindestens zwei Jahre länger in Berlin bleiben wird, was sie sehr mitnimmt. Völlig verstört und auch zerstritten mit ihrem Vater wegen der Verlängerung in Berlin, bleibt Heide in ihrem Dorf zurück, während Ralf wieder auf die Baustelle fährt. 
Als Ralf sich weigert, den Schwindel auf einigen Abrechnungsbögen durchzulassen, kommt es zu einer Prügelei mit Maus. Als Ergebnis beschließt er den Posten als Brigadier aufzugeben, erhält aber Unterstützung vom Meister Kosenkamp, der Maus in seine Schranken verweist. Am Nachmittag holt Ralf seine Frau am Bahnhof Berlin-Lichtenberg ab.

## Produktion und Veröffentlichung
Der von der Künstlerischen Arbeitsgruppe „Berlin“ der DEFA auf ORWO-Color gedrehten Film hatte am 20. März 1986 im Berliner Kino Kosmos Premiere. Die Erstausstrahlung im 2. Programm des Fernsehens der DDR erfolgte am 18. Dezember 1987 und bereits am 13. Juli 1988 wurde der Film vom ZDF gesendet.
Die Dramaturgie lag in den Händen von Anne Pfeuffer und Werner Beck, während für das Szenarium Manfred Richter verantwortlich war. Die Aufnahmen in dem fiktiven Ort „Katzsprung“ wurden im thüringischen Wohlmuthausen abgedreht. Der Titelsong Großer Träumer wurde von der Gruppe Silly mit Tamara Danz eingespielt.

## Hintergrund
Ein Bauarbeiter wird wegen Aufsässigkeit und Eigenmächtigkeit strafversetzt, will sich aber nicht geschlagen geben. Der Film war für damalige Verhältnisse recht systemkritisch. Thematisiert werden unter anderem die Materialknappheit im Wohnungsbau der DDR und die Schwierigkeiten, private Angelegenheiten und den Arbeitsalltag zu bewältigen. 

## Kritik
„Obwohl die Figur des Reider den Mittelpunkt des Films wie auch des Interesses beansprucht, zeichnen Manfred Richter und Regisseur Horst E. Brandt dennoch ein Gruppenporträt von Arbeitern. Sie ließen dabei jede Charakterverschnörkelung und alle Baustellenromantik aus. Die durchgängige Sachlichkeit des Stils, nicht zuletzt mitgeprägt durch die Kameraarbeit Jürgen Kruses, entspricht den zu vermittelnden Realitäten und wirkt in ihrer Art überzeugend.“

„Es gab in unserer nationalen Filmproduktion noch nicht so viele Werke, die sich in so beeindruckender Weise und so konkret dem Thema Arbeiterklasse in der Gegenwart zugewandt, die sich so intensiv mit Fragen der sozialistischen Moral auseinandergesetzt haben. Das macht die Lebensnähe, dieser Produktion aus. Die Szenen auf den Baustellen sind dicht und realistisch gestaltet, die Männer und Frauen in den Brigaden von unverwechselbarem Profil.“

„Ein gelegentlich schönfärberischer Gegenwartsfilm der DDR, als Auftragswerk zum XI. Parteitag und zur Berlin-Initiative der Hauptstadt anzusehen. In der Beschreibung der Probleme mit der Arbeitsmoral in einer Baubrigade und in der Benennung von Fehlplanung und Schlendrian überraschend offen.“

## Auszeichnungen
- 1986: Nationales Spielfilmfestival der DDR: Publikumspreis „Großer Steiger“: Roman Kaminski für die gelungene Darstellung einer Arbeiterpersönlichkeit[3]
- 1986: Kunstpreis des FDGB für Film/Fernsehen[4]